# 姚思榮
姚思榮，SBS（1955年—），香港中國旅行社副董事長。曾任香港中旅國際投資有限公司副總經理、香港旅遊業議會副主席。2012年9月當選香港立法會旅遊界功能界別議員。

## 立法會生涯

### 香港特別行政區第五屆立法會（2012年至2016年）
2012年立法會選舉，原任旅遊界議員的謝偉俊轉而競逐九龍東地區直選。2012年7月23日，姚思榮以「你我一分力，旅遊新動力」為競選口號，報名參選立法會旅遊界功能組別議員。
2012年9月9日，姚思榮以523票當選立法會旅遊界功能組別議員，擊敗另一候選人，金怡假期董事長葉慶寧。
2014年10月16日，姚思榮於立法會中，批評有議員於警方處理佔領行動的手法上抹黑警隊。姚思榮指，作為議員，應該客觀對待事件。他表示「警察都係人」，批評部分市民及部分議員不諒解警隊，反而指摘他們濫權及包庇黑社會，認為應公平公正評價警隊。
2015年10月，針對反對派拉布拖延致使創科局的討論已經糾纏了3年之久的問題，姚思榮批評，無論特區政府或建制派提出任何建議，均被反對派套上一些千奇百怪的「政治陰謀論」，然後作出瘋狂攻擊。他以成立創科局為例，反對派竟然指稱是特區政府借助香港優勢，以帶動內地的科研發展云云。

### 香港特別行政區第六屆立法會（2016年至2021年）
2020年2月17日，由6個旅遊業界及20多間旅行社組成的「香港旅行社解困大聯盟」召開記者會，要求政府及私人業主減免租金，協助業界渡過難關。旅遊界立法會議員姚思榮說，希望業主免去本月及下月租金，4月及5月租金減半或暫時以旅行社已預繳的按金抵銷。他指出，旅遊業二月營業額跌幅約八成，個別旅行社甚至超過九成，對這兩個月生意不抱樂觀，政府身為港鐵大股東，應該帶頭減免租金。
2017年4月13日，媒體報道，立法會議員姚思榮不認同台北市長柯文哲所說的“香港很無聊”，但他理解為什麼有這個想法。他認為香港有能力倣效台灣，以自然風光作為賣點，認為更能夠吸引回頭客，在香港進行深度遊。他同時批評政府配套不足、後知後覺，所以吸引不到旅客到訪景色宜人得世界地質公園和歷史建築物！
2020年2月22日，姚思榮在香港電台节目《政經星期六》時點名批評機管局作為政府機構，認為其救市措施顯得相當保守，沒有肩負起社會責任與業界共渡時艱。
2020年5月20日，姚思榮在香港電台节目《千禧年代》時表示，今年首5个月有38间旅行社结业，本港共有1700多间旅行社，8至9成是小微企，经营成本有限，暂时未出现倒闭潮，期望疫情尽快过去，再过几个月，就难以估计影响，政府提供「保就业计划」可协助旅行社渡过难关。他指出，业界的影响是由去年反修例事件开始，至今年年初有新冠肺炎疫情后，出入境团几乎是零收入，加上限聚令，连带本地游都有限制。

## 其他公職
- 香港特別行政區行政長官第四屆及第五屆選舉委員會委員[10]。2012年，2012年香港行政長官選舉，姚思榮有份提名梁振英参選。
- 曾任香港旅遊業議會副主席、理事
- 香港中國旅遊協會名譽會長

## 資料來源
1. ↑  .   [2012-09-13]. （原始内容存档于2015-05-10）.
2. ↑  旅遊界議席「懸空」 中旅姚思榮首參戰 （页面存档备份，存于），頭條日報，2012年7月24日
3. ↑  旅遊界姚思榮勝出 （页面存档备份，存于），星島日報，2012年9月10日
4. ↑  姚思榮斥議員抹黑警隊 （页面存档备份，存于），明報，2014年10月16日
5. ↑  . 香港文匯報. 2015-10-13  [2020-05-21]. （原始内容存档于2021-03-05）.
6. ↑  蔣璐. . 香港商報. 2020-02-18  [2020-05-21]. （原始内容存档于2020-02-19）.
7. ↑  . 東方日報. 2017年4月13日  [2020年5月21日]. （原始内容存档于2017年6月19日）.
8. ↑  翟睿敏. . 香港01. 2020-02-22 11:37  [2020-05-21]. （原始内容存档于2020-12-10）.
9. ↑  . 香港電台. 2020-05-21 HKT 10:33  [2020-05-21]. （原始内容存档于2020-12-10）.
10. ↑  . Office of Yiu Si-wing.   [2020-05-21]. （原始内容存档于2020-02-10）.